# Vzpomínkové akce bitvy u Kolína
Vzpomínkové akce bitvy u Kolína jsou akce, které se každoročně konají nedaleko Kolína. Vztahují se k bitvě u Kolína, která zde proběhla 18. června 1757. 

V roce 2017 (260. výročí) se tak různé akce konaly od čtvrtku 15. června až do neděle 18. června (den výročí bitvy). Ve čtvrtek 15. června byla slavnostně otevřena nová expozice Bitvy u Kolína v Regionálním muzeu Kolín. V pátek 16. června na kolínském zámku po celý den probíhala mezinárodní konference Bitva u Kolína 1757–2017, které se zúčastnili přední domácí i zahraniční historici. V pátek večer se uskutečnily dvě ukázky nočního střetu: v obcích Nová Ves I a Radovesnice I. V sobotu 17. června dopoledne byly oslavy oficiálně zahájeny na Karlově náměstí v Kolíně. Hlavní program se odehrává v obci Křečhoř, zejména na bojišti vedle památníku bitvy. V neděli 18. června proběhl pietní akt nad hroby padlých v obci Lošany.

## Páteční večerní ukázky
V pátek večer se uskutečnily hned dvě ukázky večerního resp. nočního střetu vojsk přibližně ve stejnou dobu. První proběhla v obci Radovesnice I, necelé 4 kilometry jihozápadně od centra Kolína. Druhá se uskutečnila v obci  Nová Ves I, která je od Kolína přibližně stejně daleko, ale severozápadním směrem. Této ukázce předcházel od 18 hodin poměrně rozsáhlý program, hrála zde kapela Starostova dvanáctka.

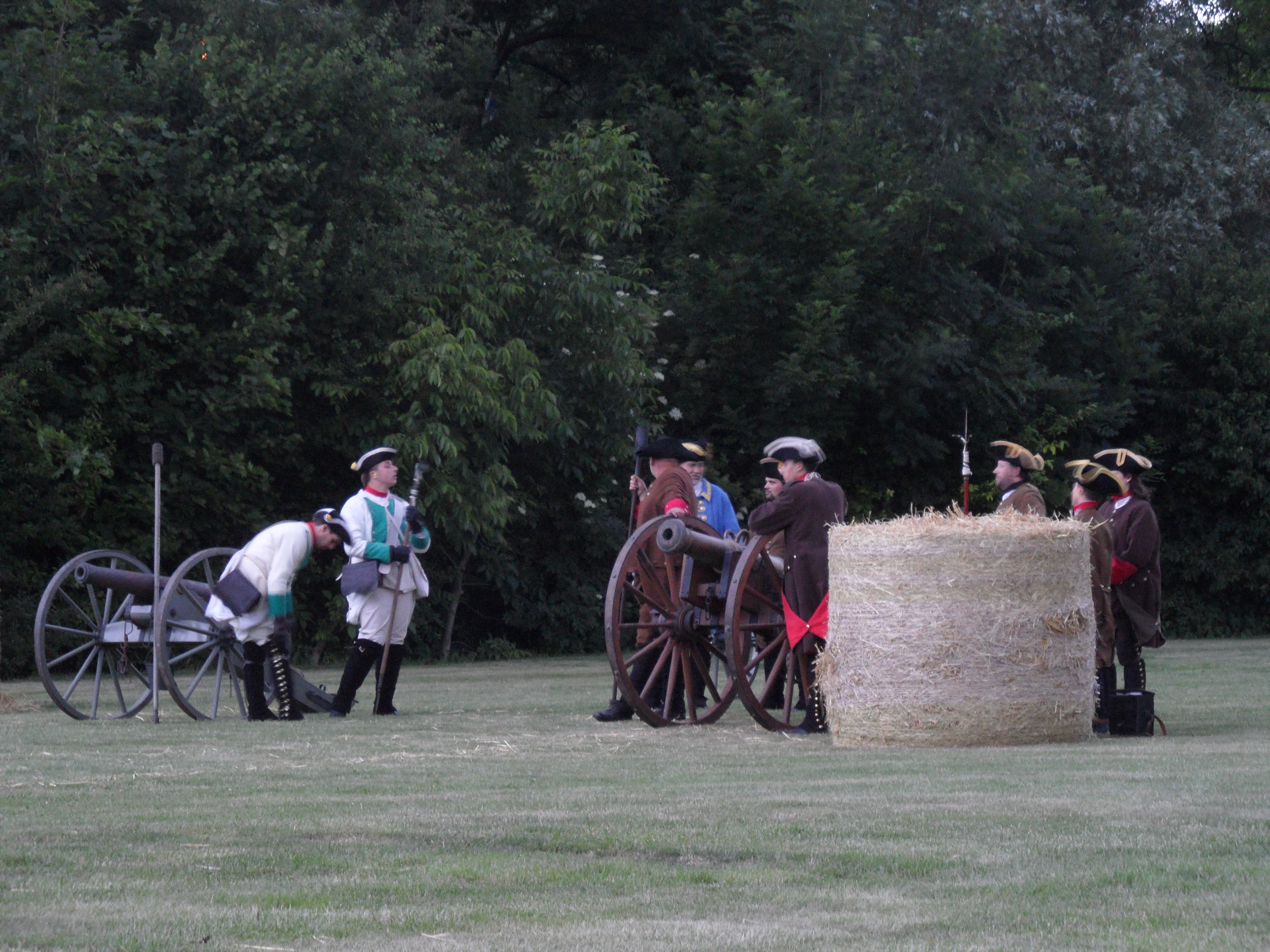
Večerní ukázka bitvy
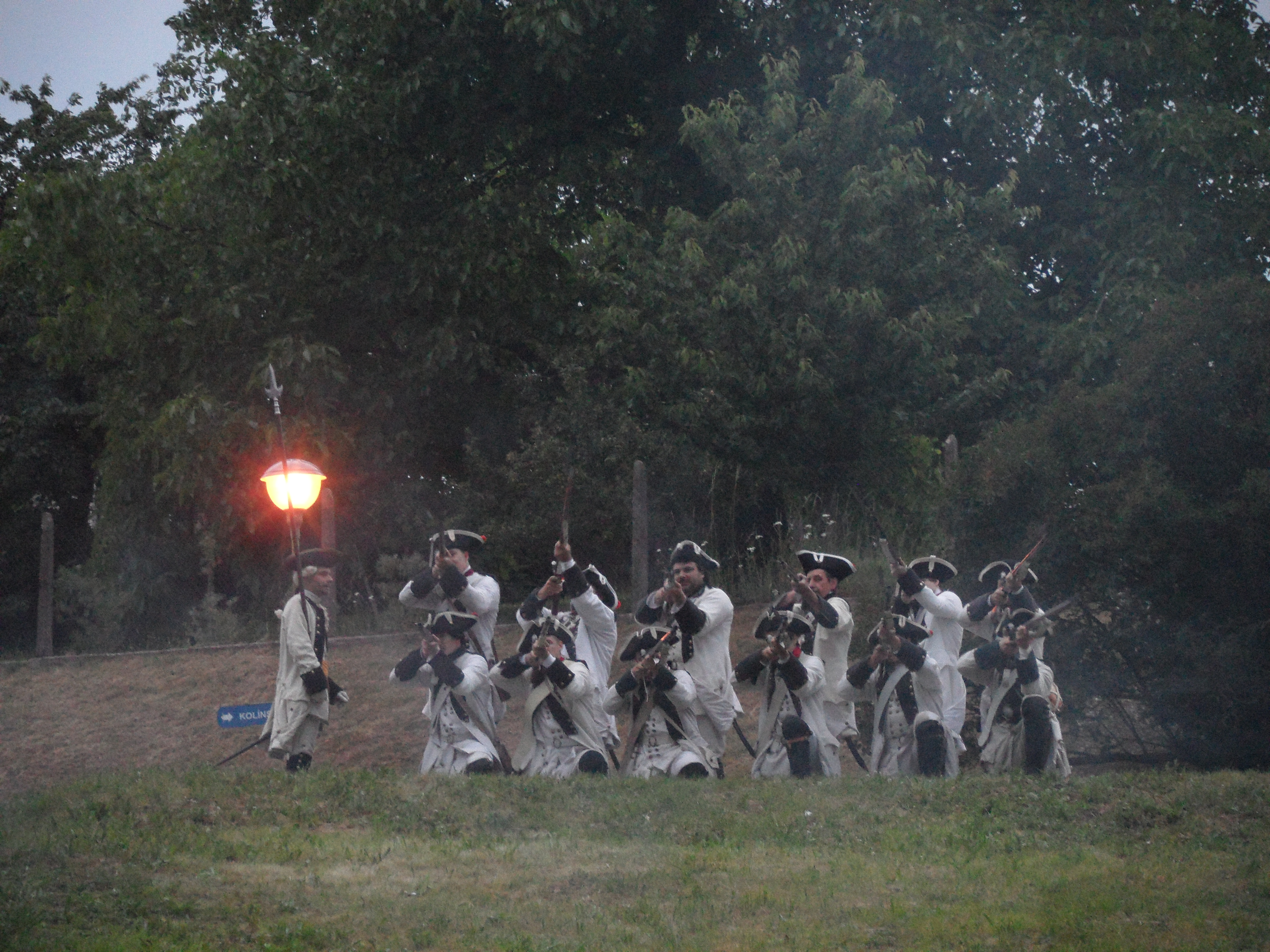
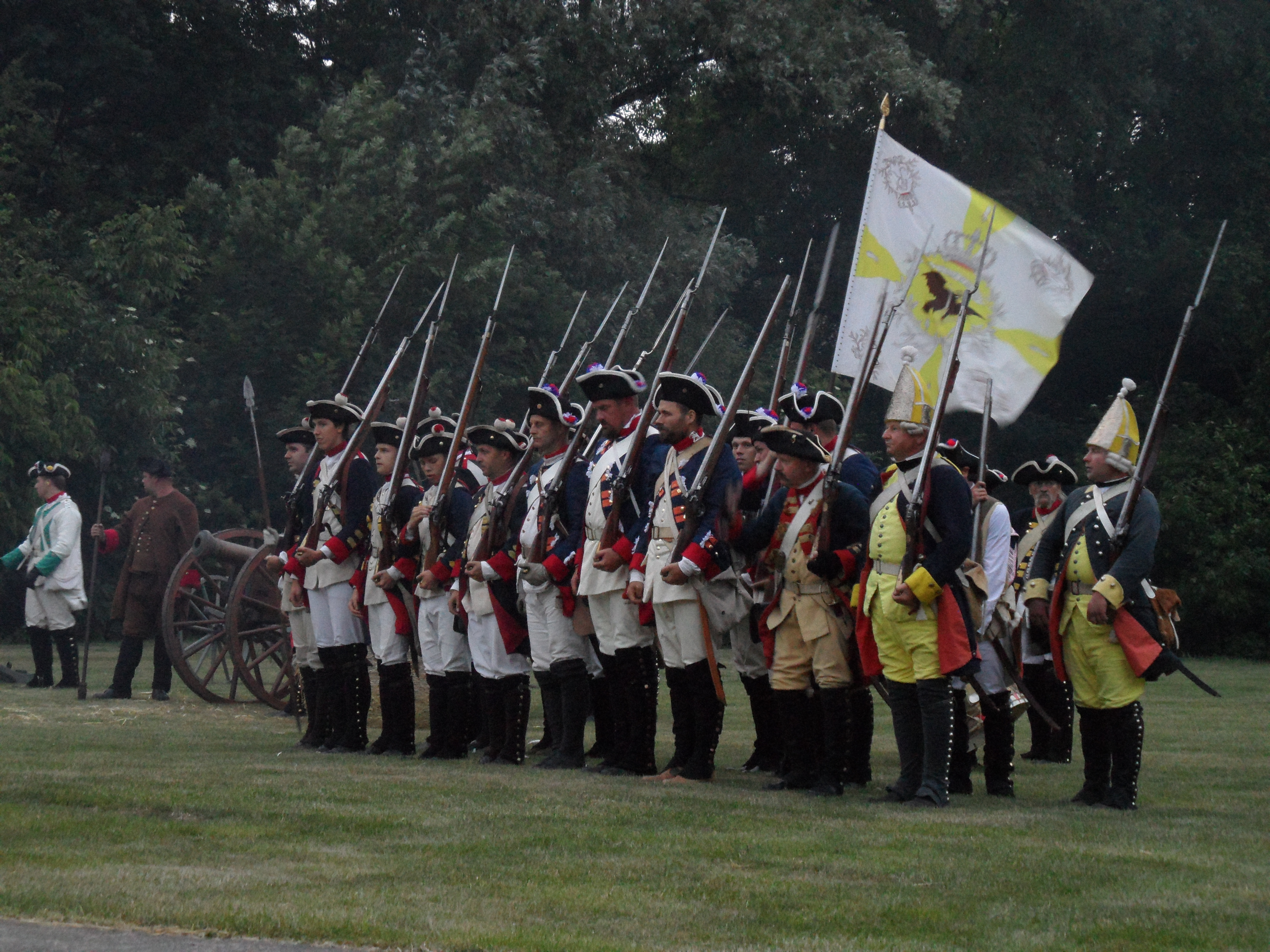
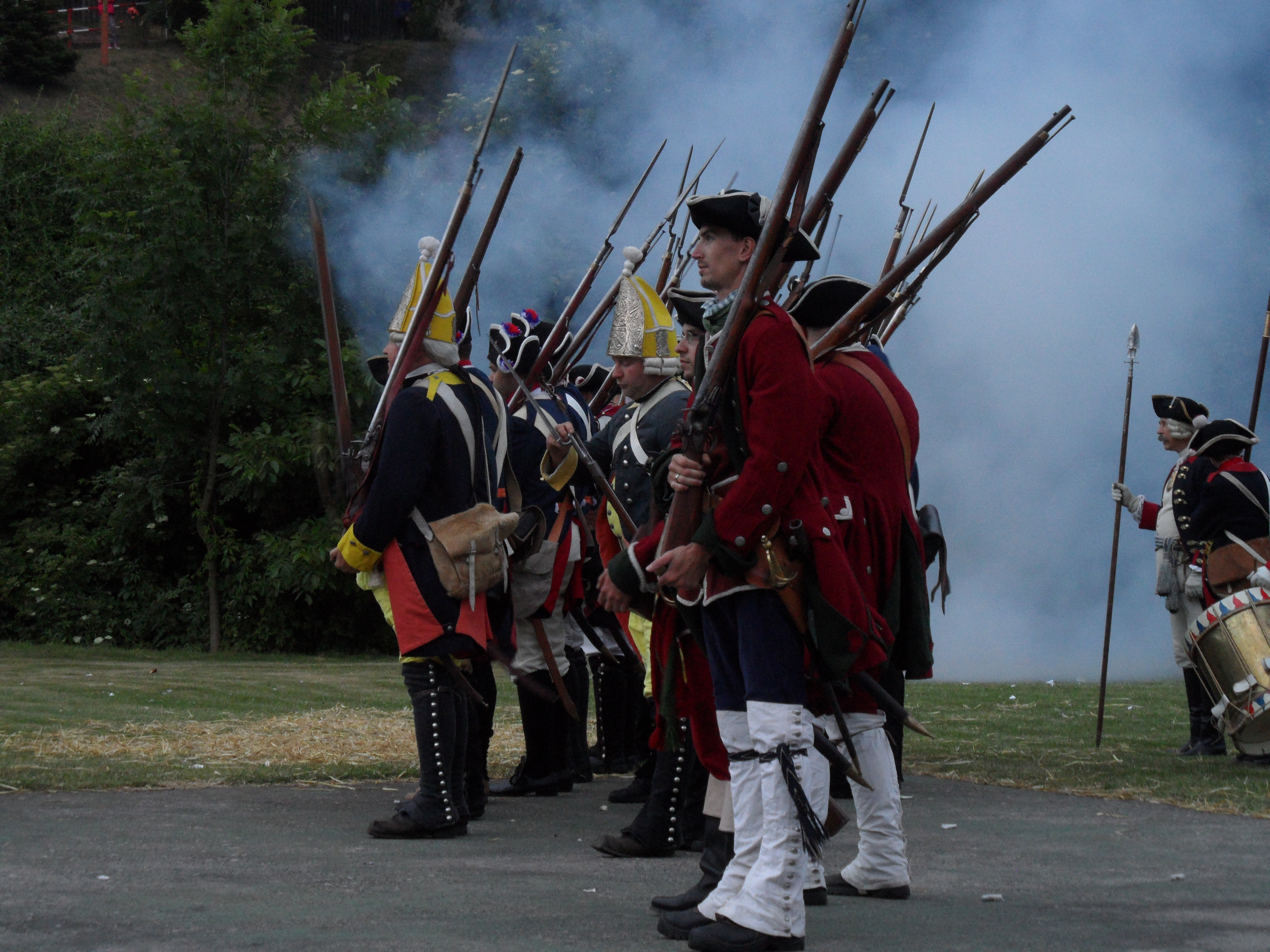
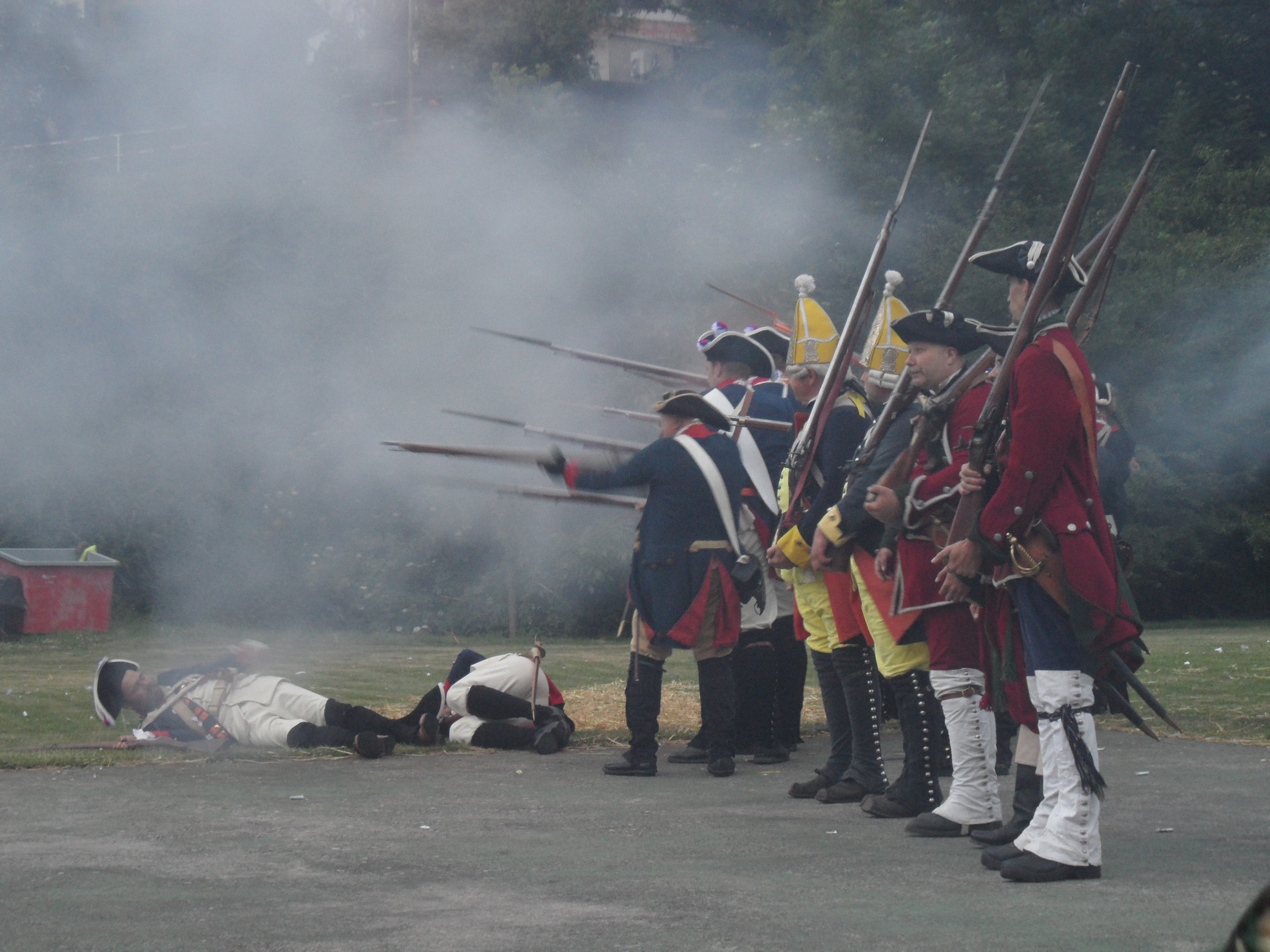

## Slavnostní zahájení na Karlově náměstí v Kolíně
Slavnostní zahájení na Karlově náměstí v Kolíně započalo v sobotu 17. června v 10 hodin přeletem stíhacích letounů JAS-39 Grippen nad centrem města.  Slavnostního nástupu a pochodu se zúčastnila i jednotka čestné stráže Rakouské spolkové armády z 1. vídeňského pluku Hoch- und Deutschmeister s bojovou zástavou. Předchůdci této čestné stráže v roce 1757 s velkými ztrátami bojovali v bitvě u Kolína. Oslav výročí bitvy u Kolína se zúčastnil také náčelník generálního štábu Rakouské spolkové armády Othmar Commenda. Jako dar přivezl starostovi Vítu Rakušanovi model moždíře (těžkého obléhacího kanónu). 
Generální štáb Armády České republiky zastupoval generálmajor Jaroslav Zůna. Mezi mnoha dalšími významnými hosty byly velvyslanci a vojenští přidělenci Lichtenštejnska, Maďarska a Německa, zástupci vojenských škol z České republiky, Maďarska a Rakouska, čeští a zahraniční vojenští historici. Vojenské pochody a státní hymny hrála Ústřední hudba Armády České republiky. Zazněly slavnostní projevy několika čestných hostů a uskutečnilo se dekorování (stužkování) a defilé několika stovek příslušníků dobového vojska., 

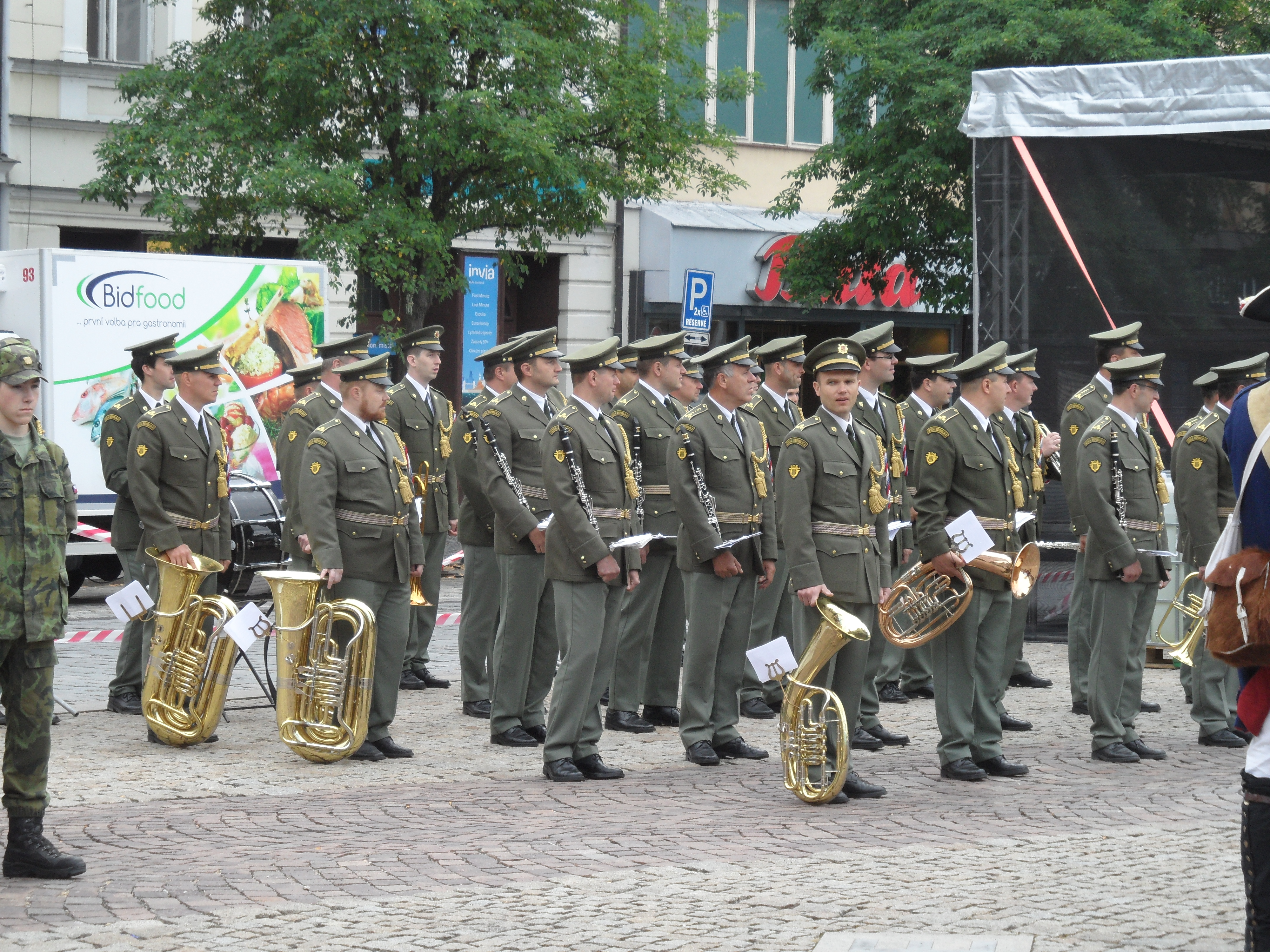
Slavnostní zahájení v Kolíně: vojenská hudba
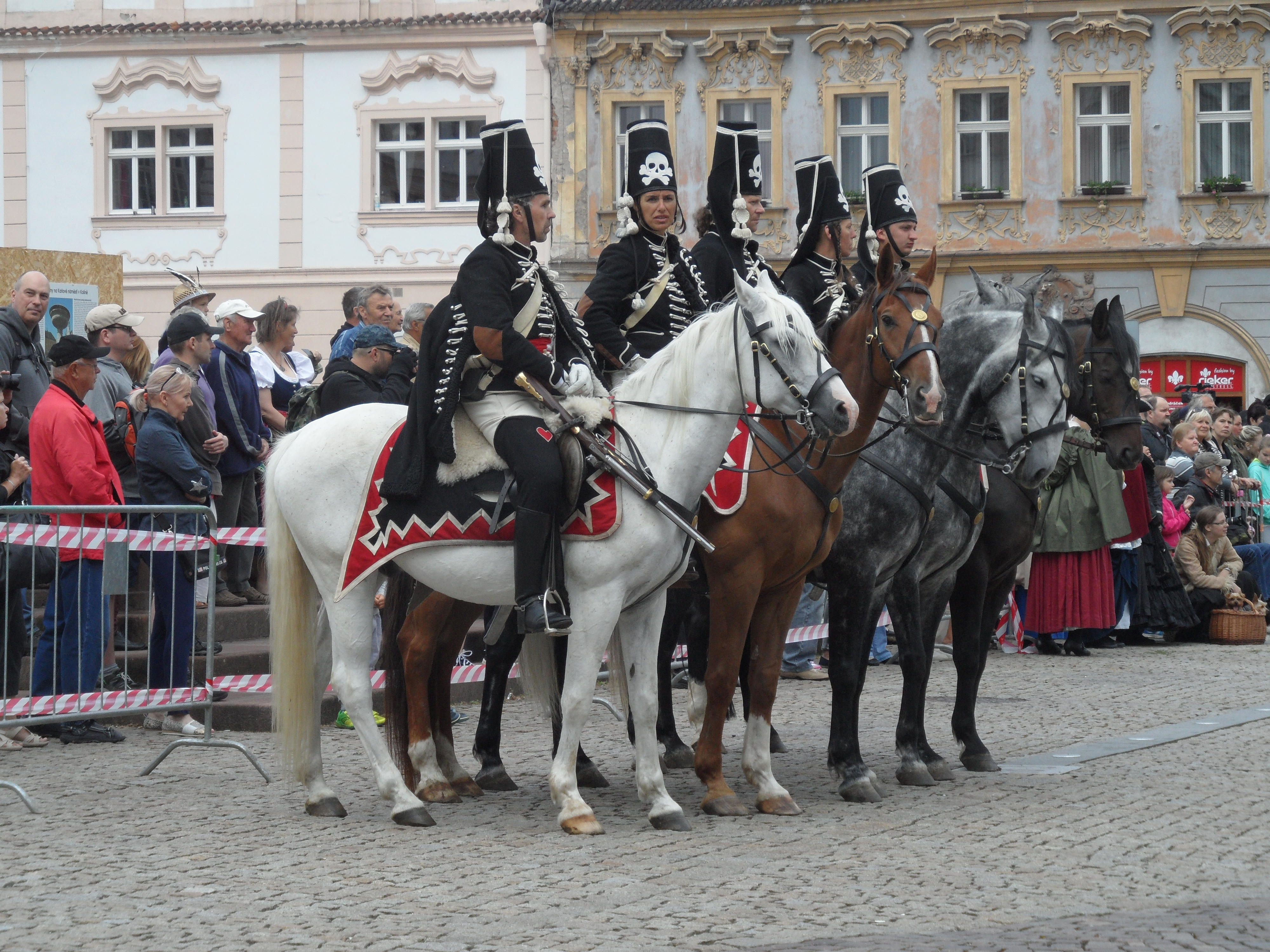
Slavnostní zahájení
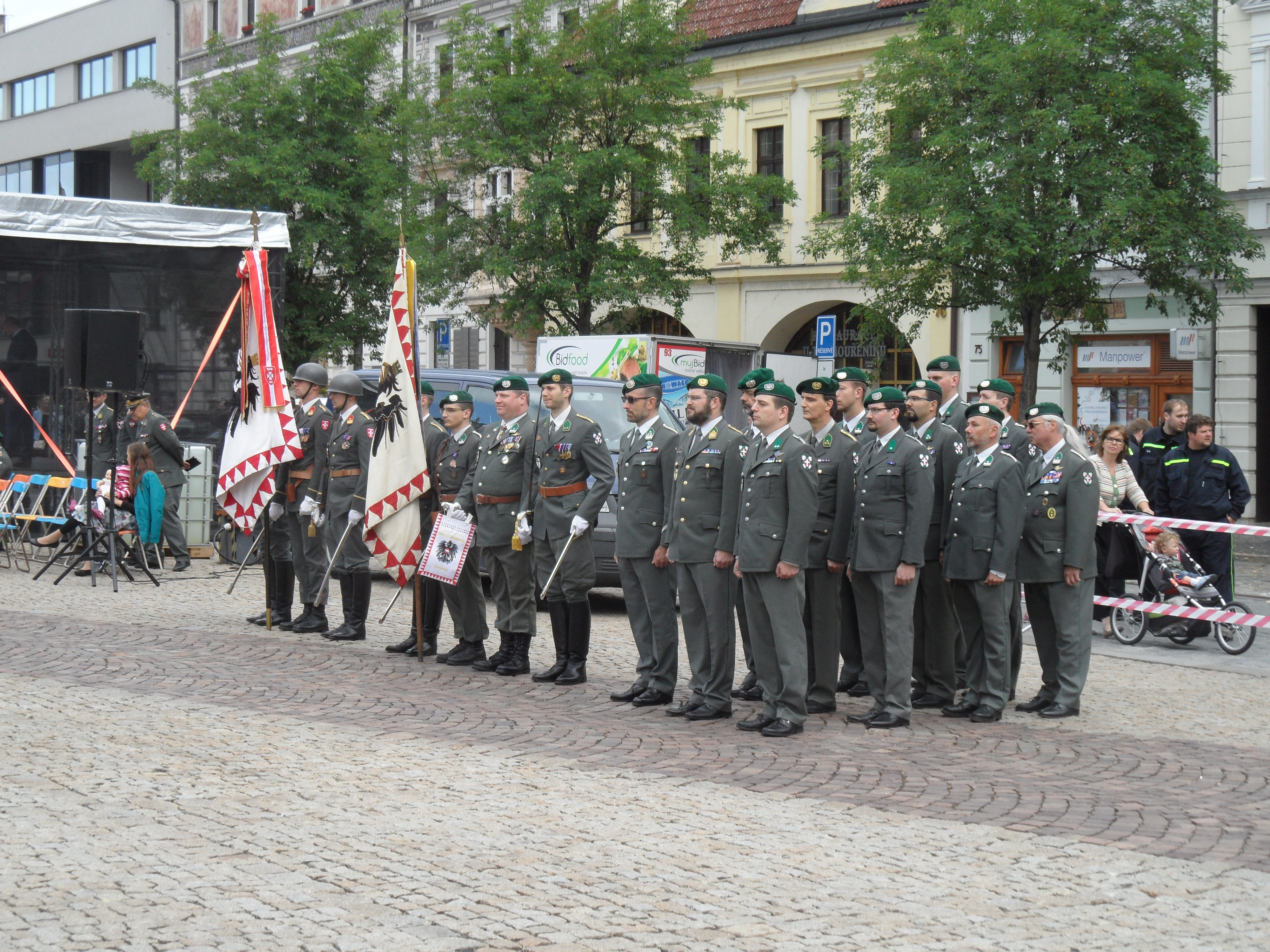
Slavnostní zahájení
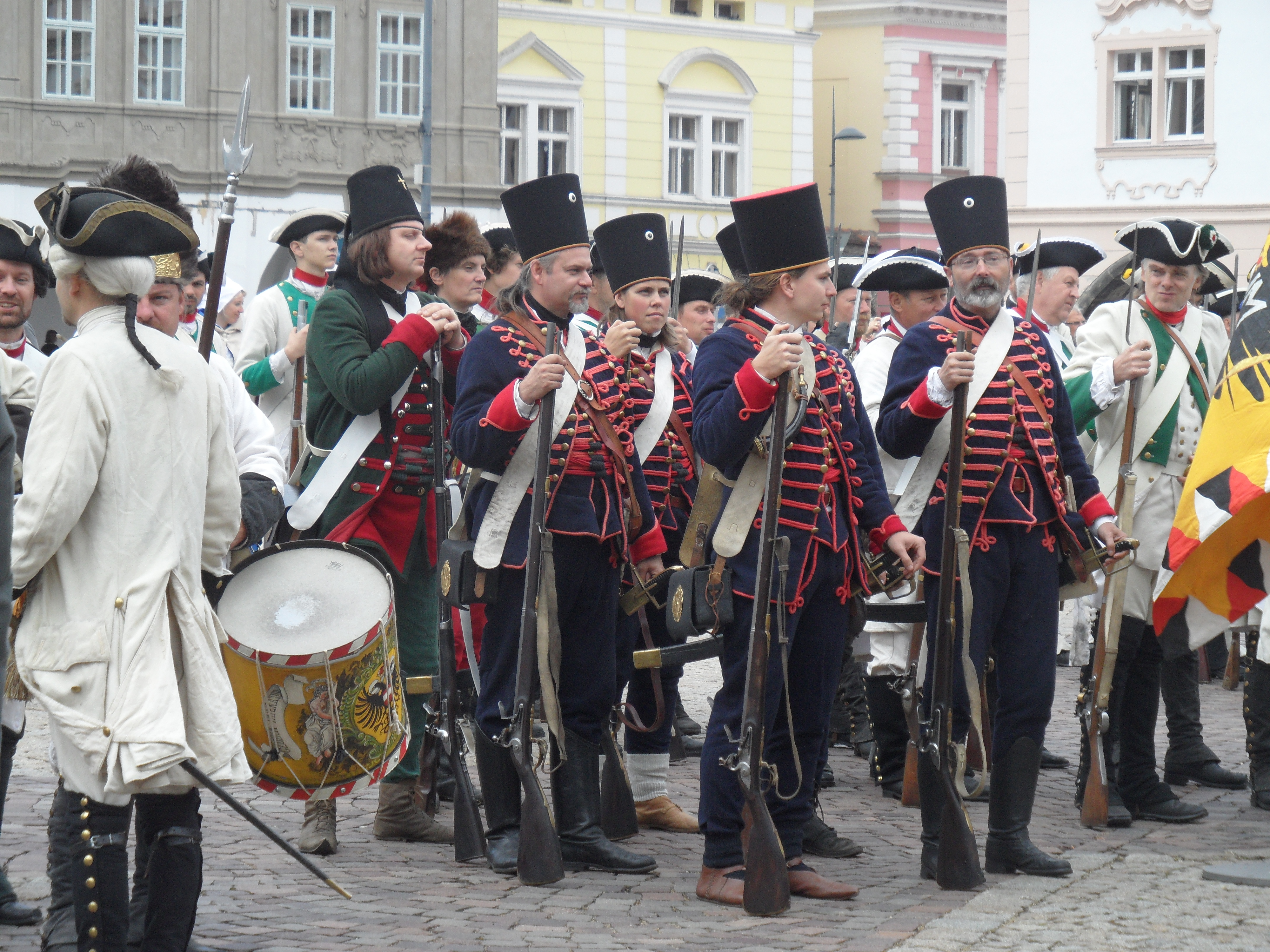
Slavnostní zahájení
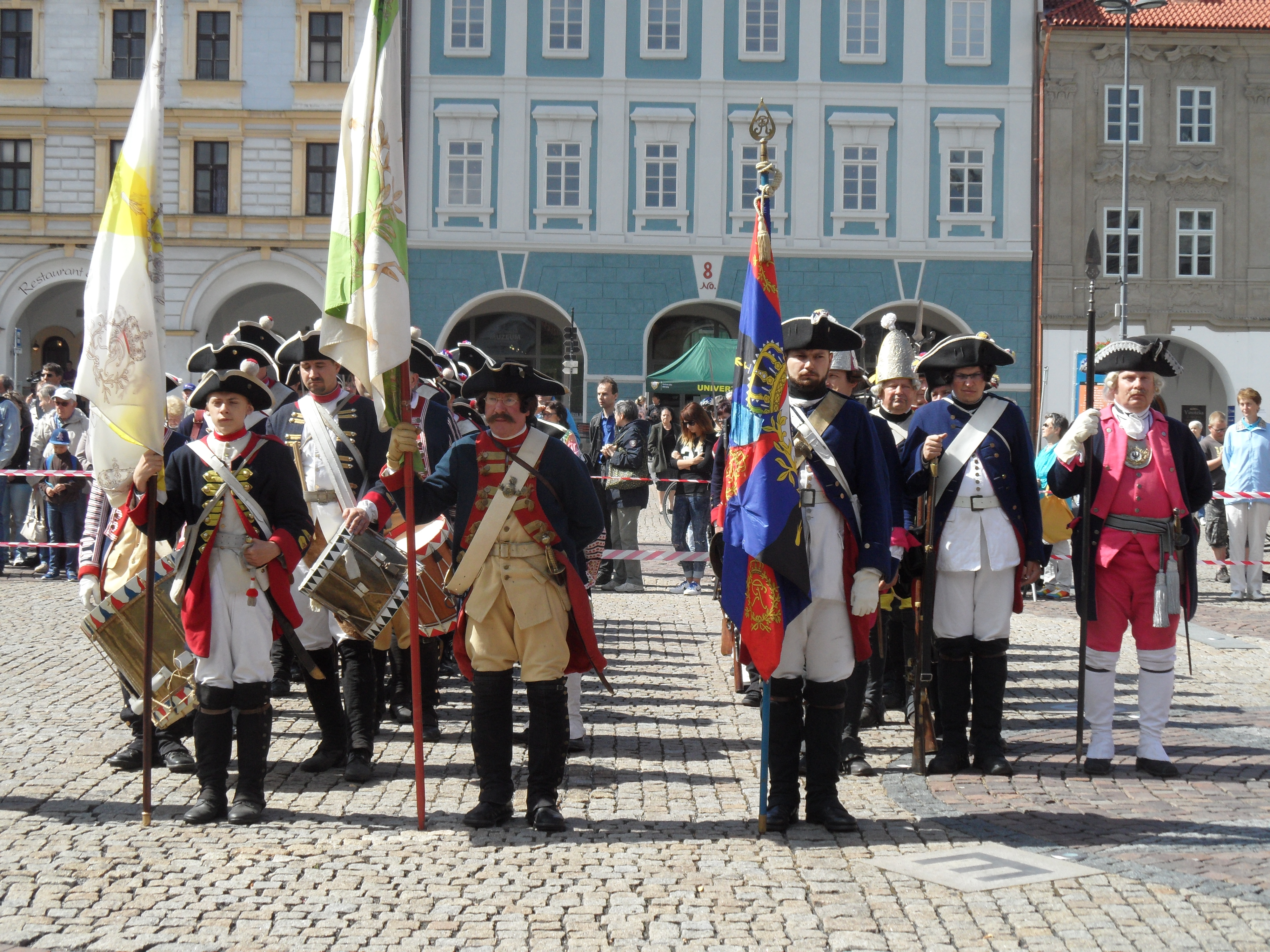
Slavnostní zahájení
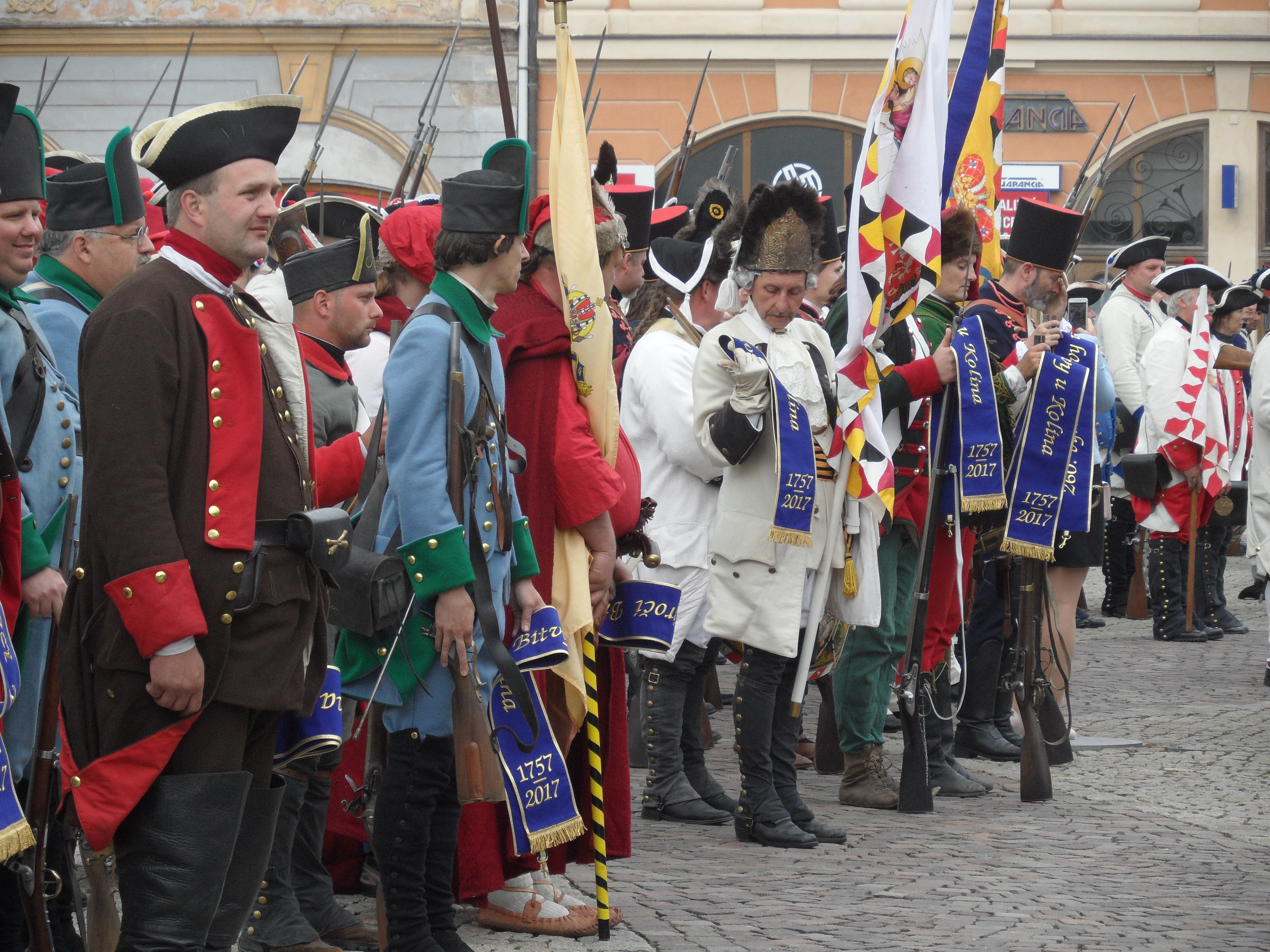
Stužkování vojáků

## Hlavní program v obci Křečhoř
Hlavní program se uskutečnil jako obvykle v sobotu odpoledne v obci Křečhoř. V kostele sv. Václava a Božího těla v Křečhoři se konala mše, kterou celebroval pražský arcibiskup kardinál Dominik Duka. Z obce šel vojenský průvod k památníku bitvy u Kolína. Zde si návštěvníci mohli prohlédnout vojenské ležení a odd 16:30 se v prostoru mezi obcí a památníkem konala rekonstrukce bitvy nazvaná Křečhoř 1757, následovaná denním (barevným) ohňostrojem a závěrečným defilé zúčastněných skupin vojenské historie.

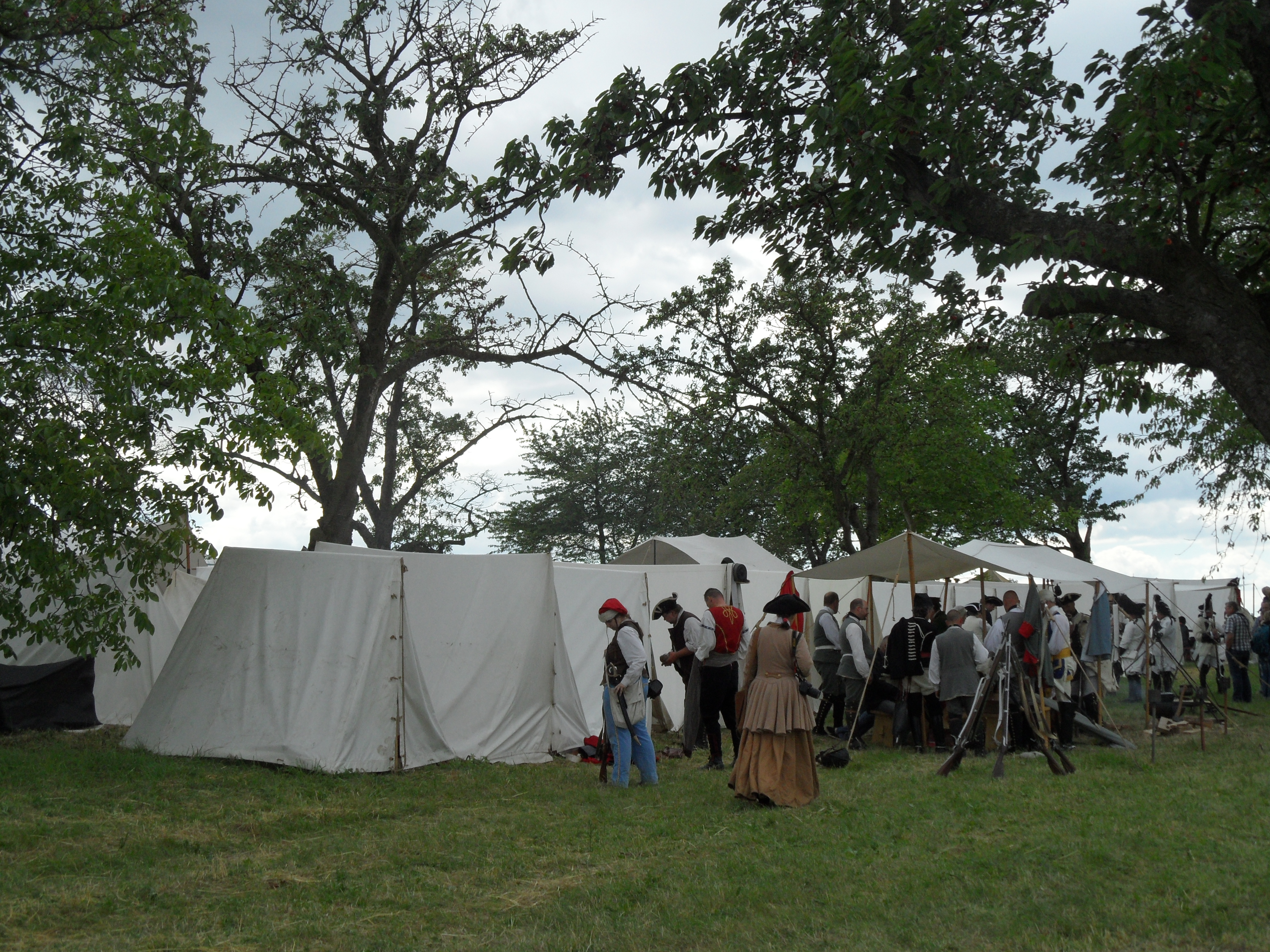
Vojenské ležení
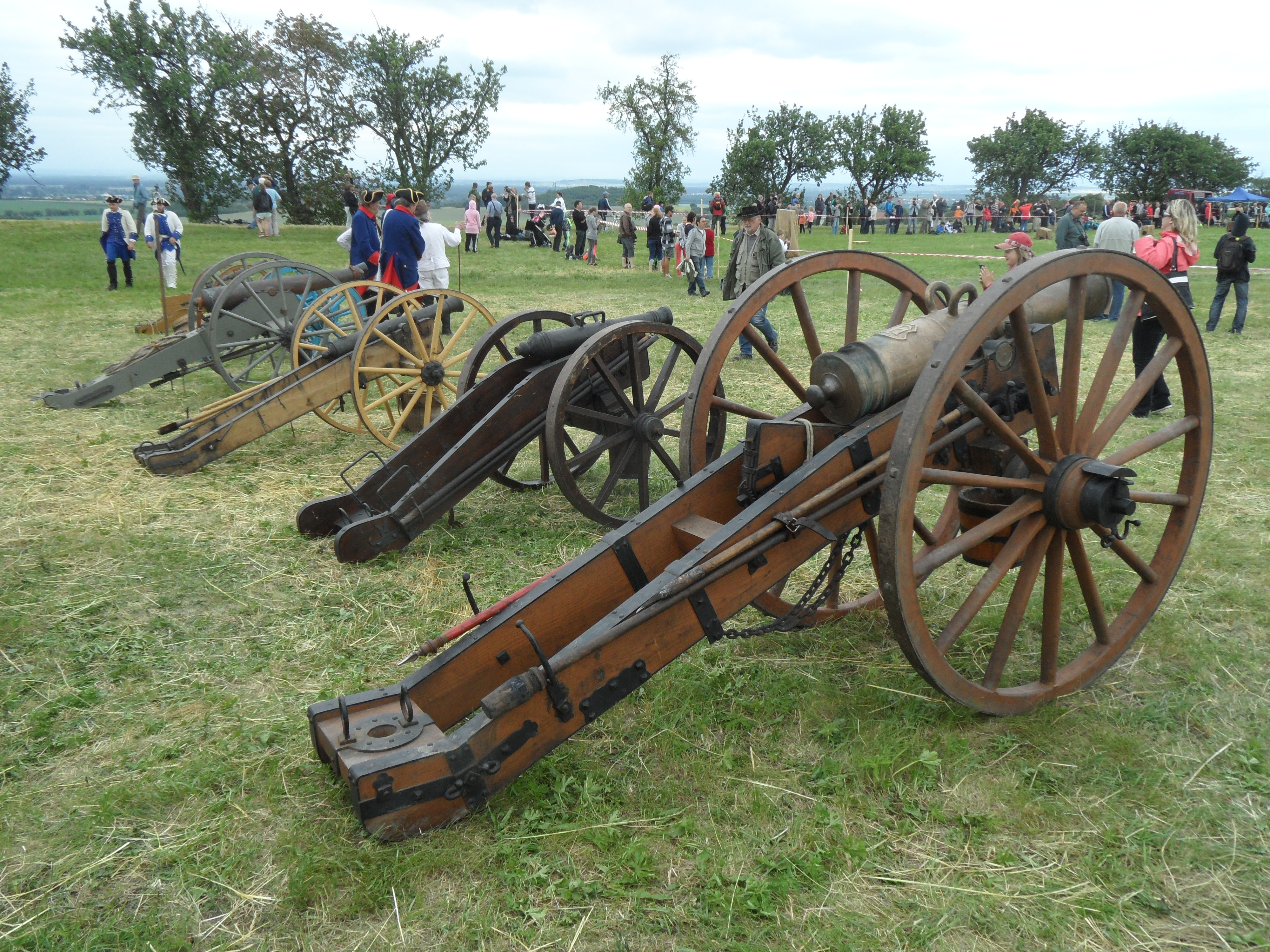
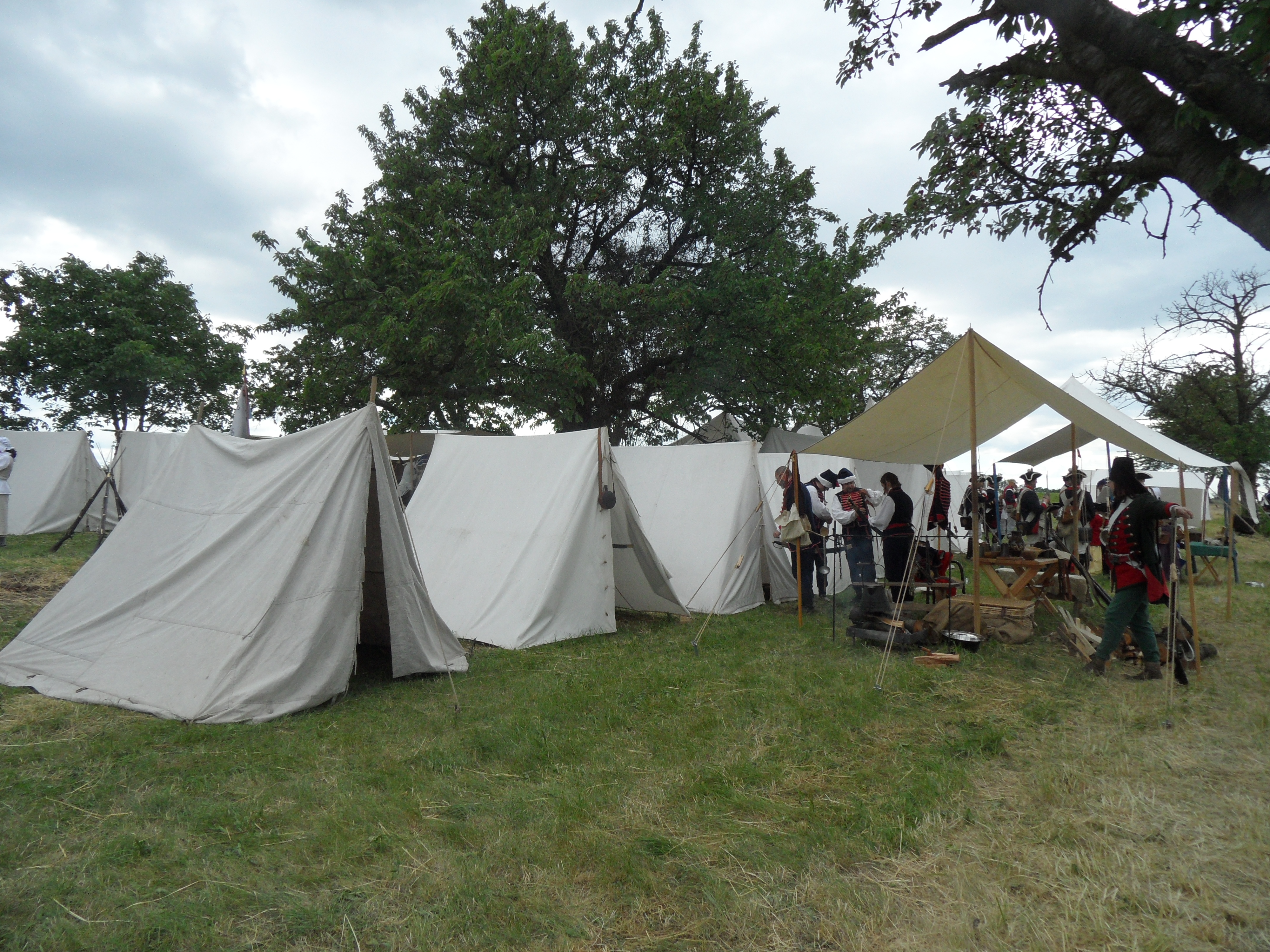
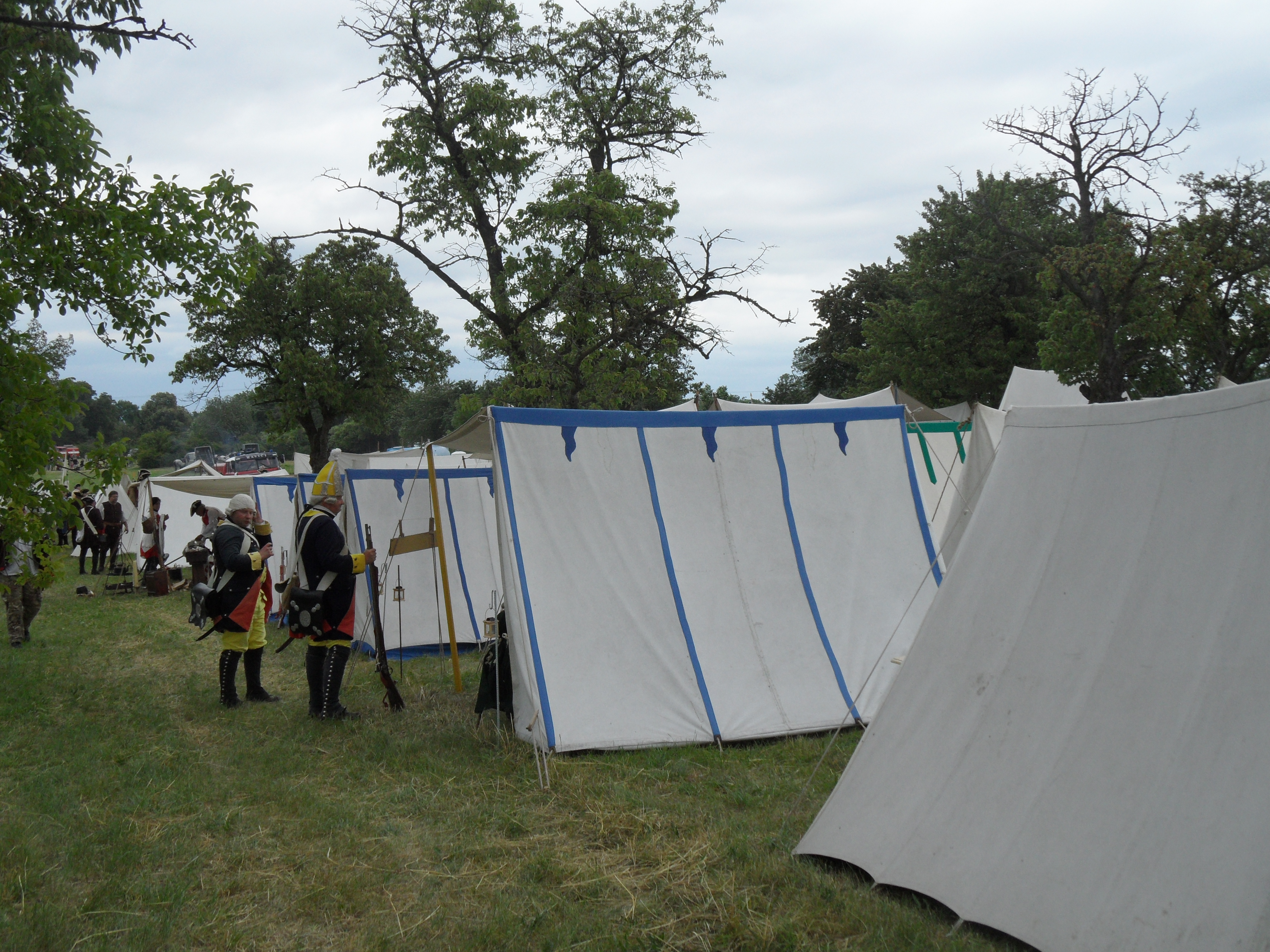
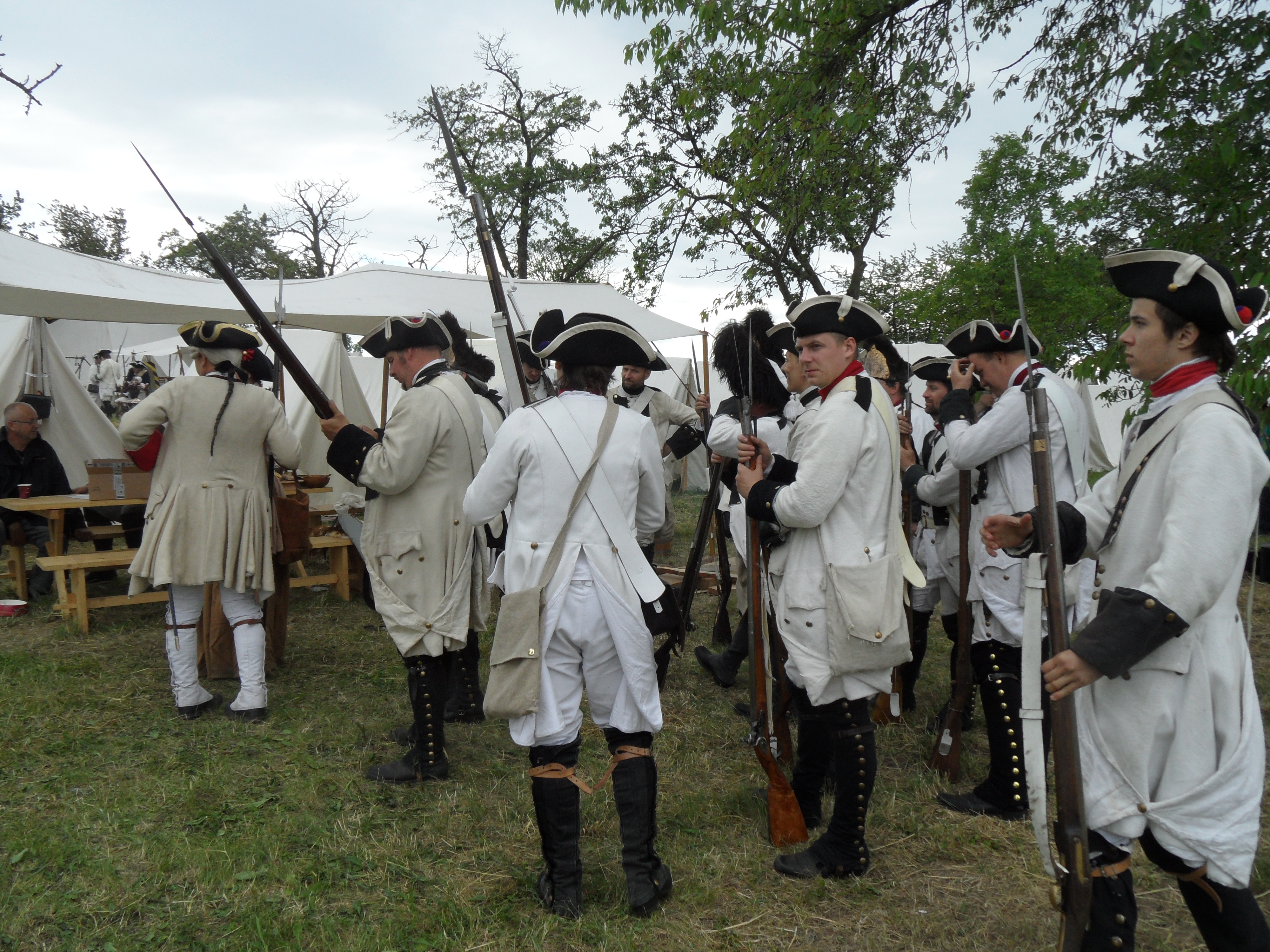
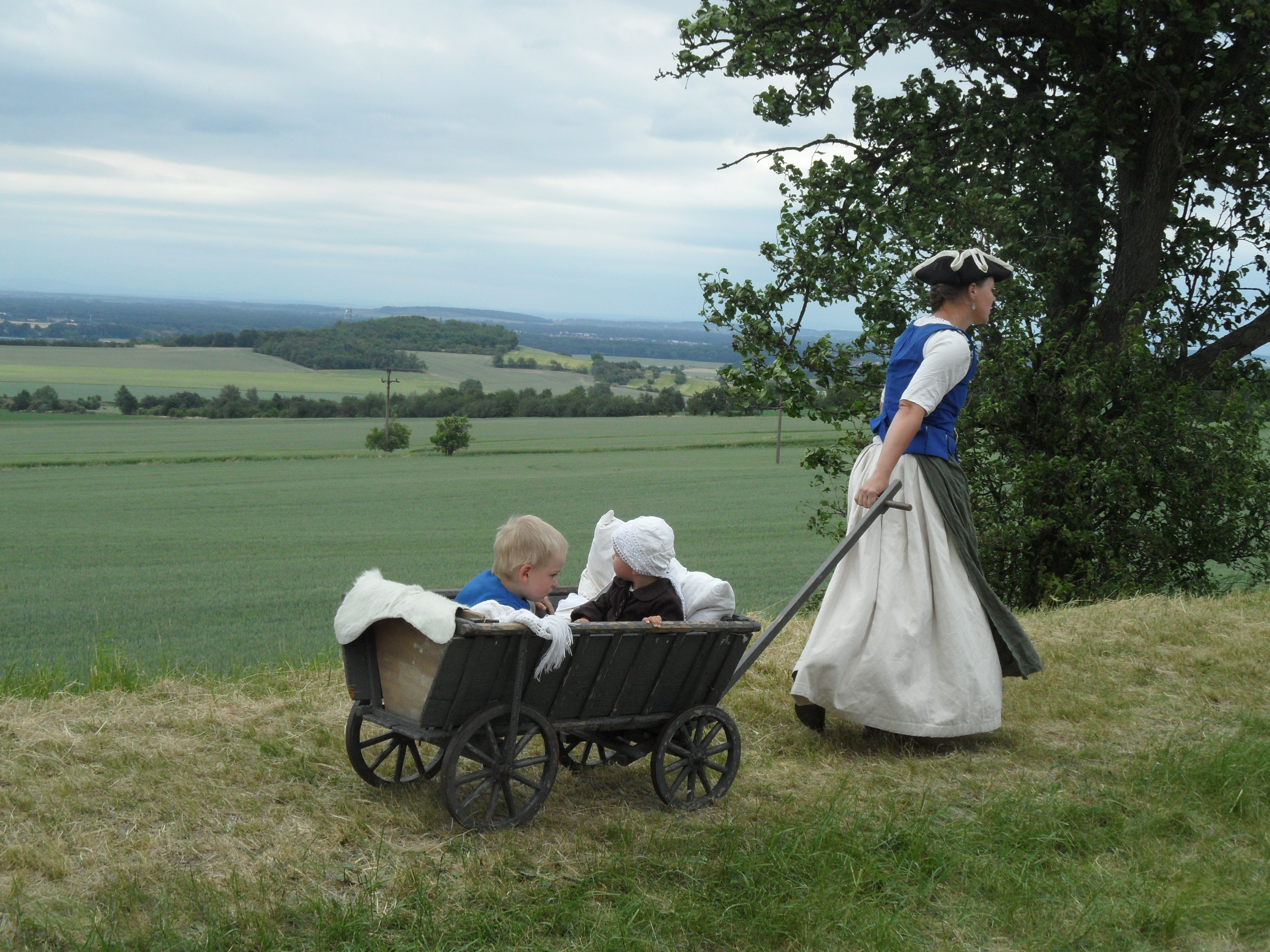

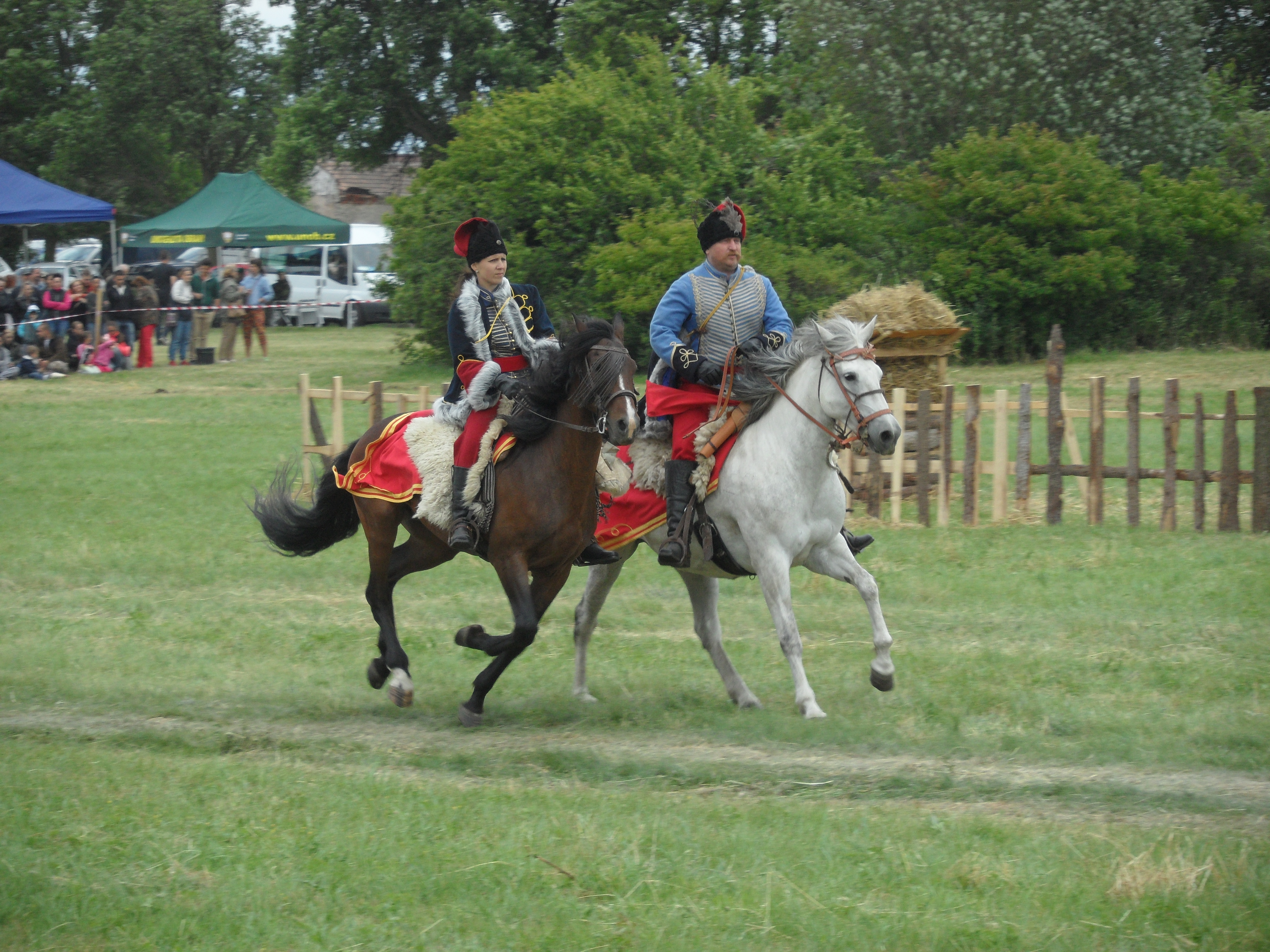
Hlavní bitva: jízda
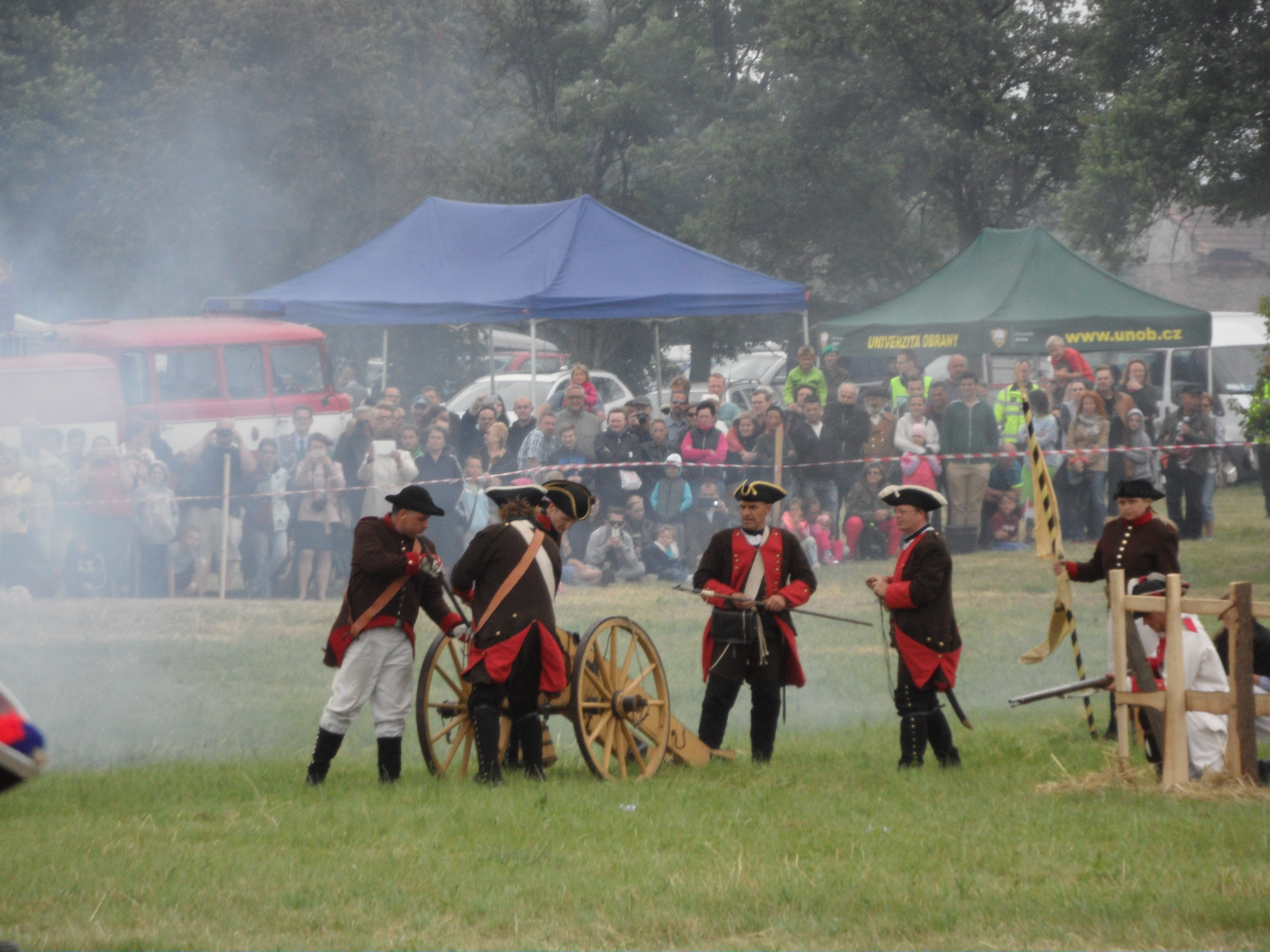
Dělostřelci
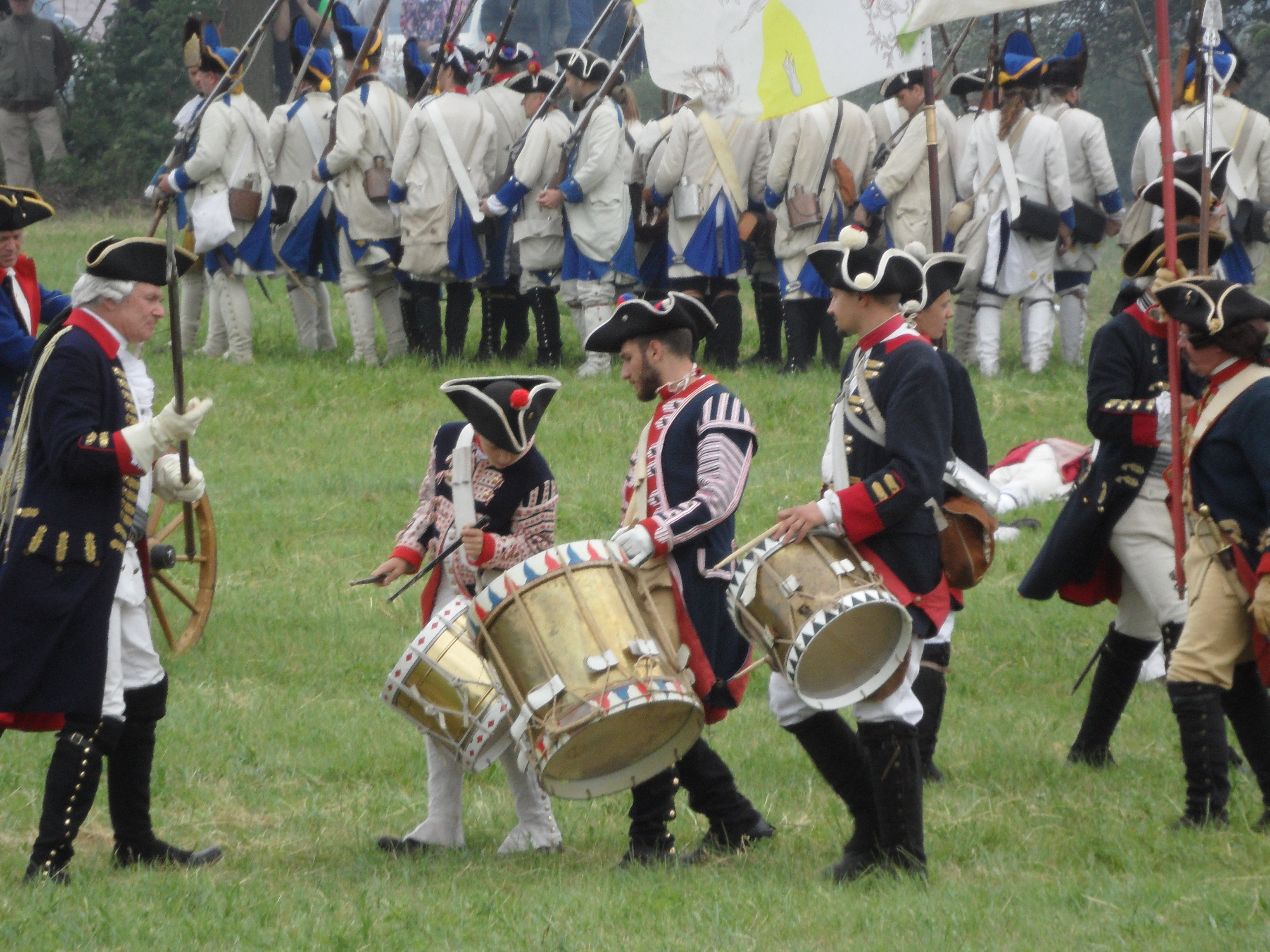
Bubeníci
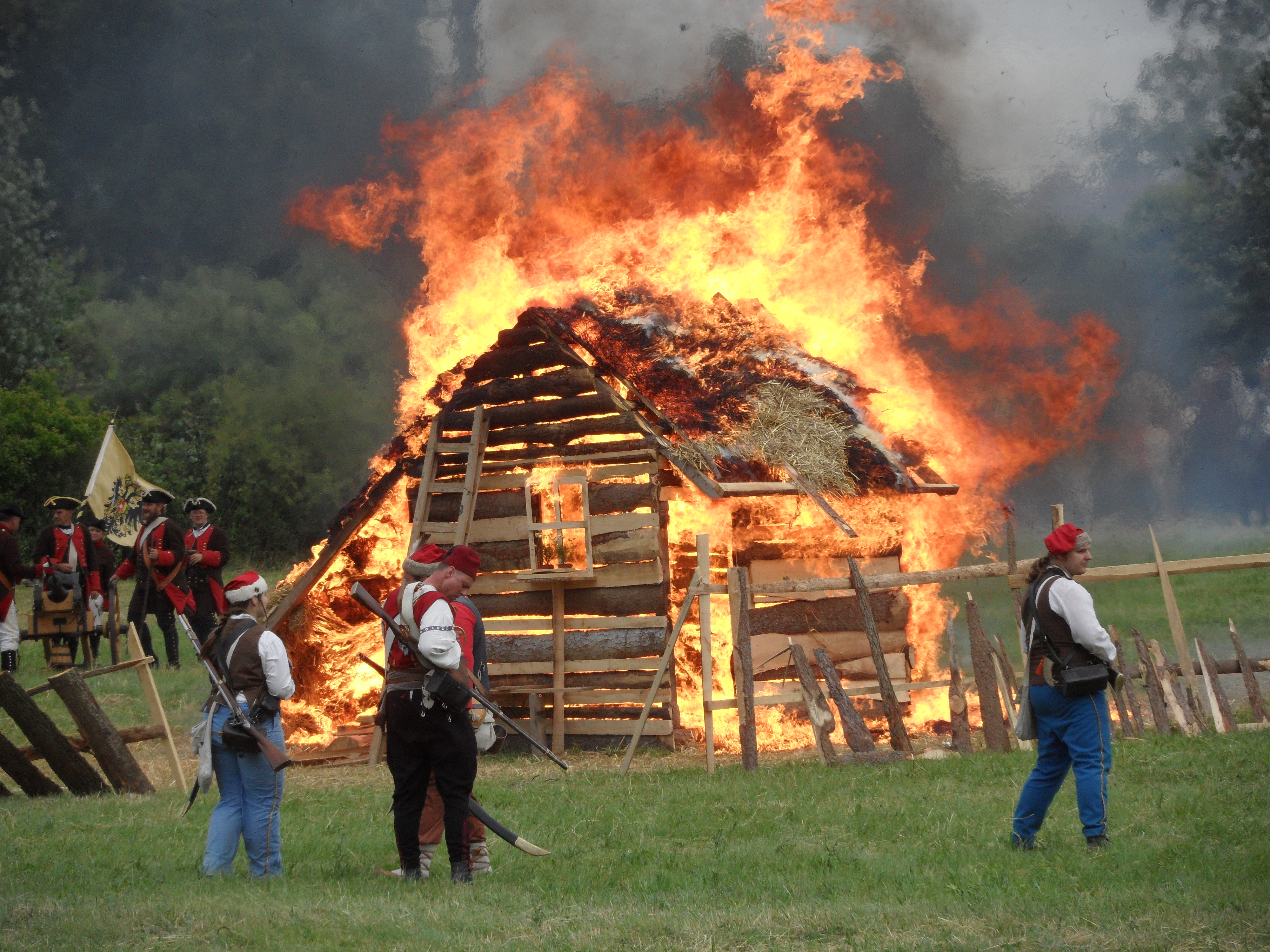
Boje v obci
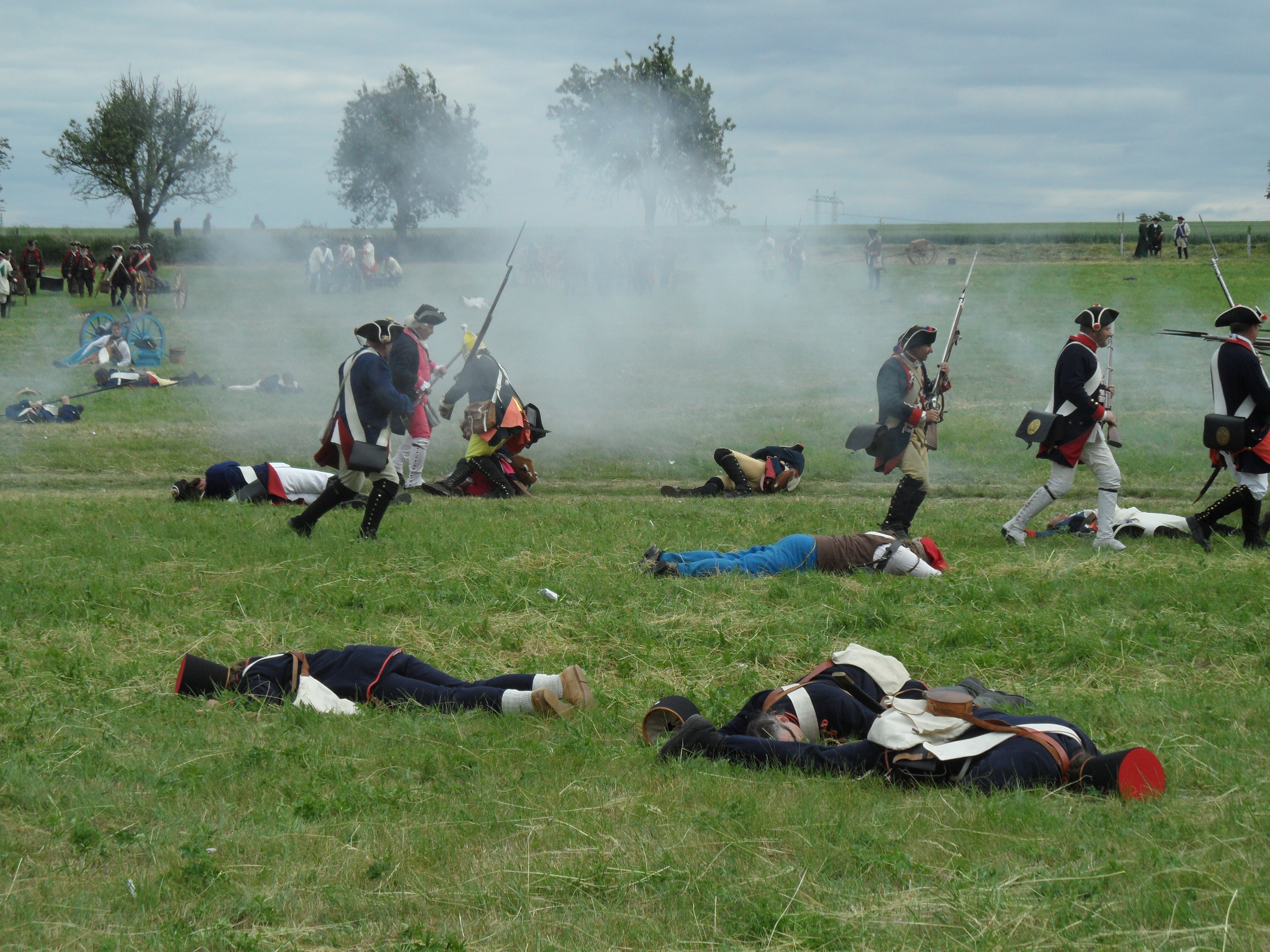
Padlí
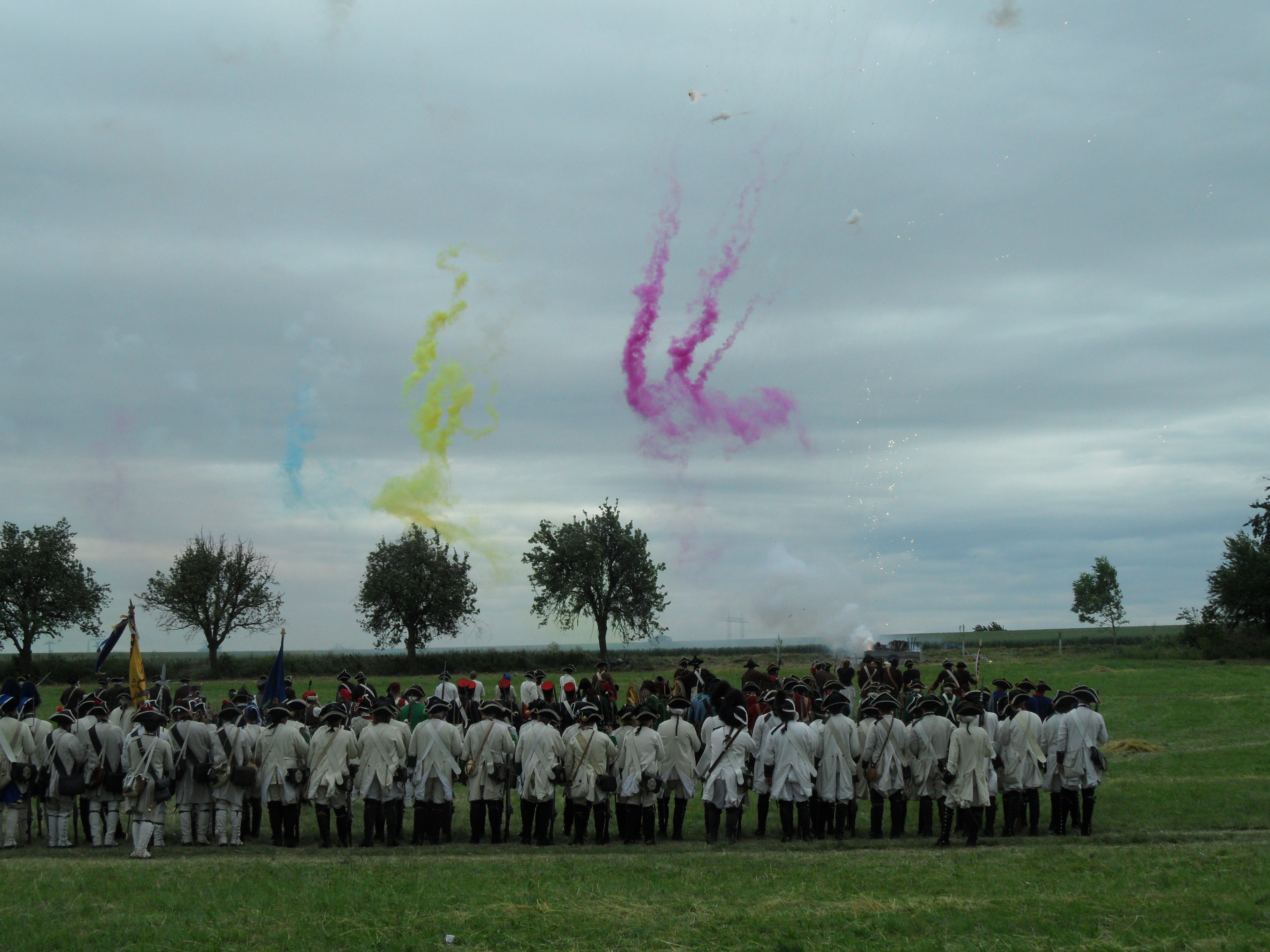
Denní ohňostroj

## Nová expozice v Regionálním muzeu Kolín
V rámci oslav 260. výročí bitvy u Kolína byla v Regionálním muzeu v Kolíně (ve zrekonstruovaném Veigertovském domě) otevřena nová expozice s názvem Bitva u Kolína: osobnosti, dělostřelecká reforma a Vojenský řád Marie Terezie. Nová expozice je prezentována na mnohem větší ploše (několik desítek čtverečních metrů) než byla původní a zabírá zhruba šestinu celkové výstavní plochy muzea. Jak napovídá již název, věnuje se nejen samotné bitvě, ale také událostem s ní spojeným. Zčásti byly využity předměty ze staré expozice, ale velkou část tvoří nové exponáty.
Poprvé jsou zde samostatné panely, které představují řadu klíčových osobností bitvy. Dále seznamuje návštěvníky muzea s reformou císařsko-královského dělostřelectva polního maršála Josefa Václava z Lichtenštejna. Právě tato reforma měla pro bitvy u Kolína klíčovou roli. Dále jsou zde uvedeni významní dělostřelci, první zbrojovky a dělostřelecké školy a cvičiště. Vystaveny jsou rovněž originály vojenského řádu Marie Terezie za vítězství maršála Dauna v bitvě u Kolína. Tento vojenský řád potom byl až do roku 1918 nejvyšším vojenským vyznamenáním. Rytířský kříž Vojenského řádu Marie Terezie  byl udělen Emanuelu Alexanderu von Franquet, též Francquet (1730–1788) a je nejstarším dochovaným v České republice.
Vystaven je rozměrný obraz Ludvíka Vacátka zachycující jezdecký útok holobrádků nebo obraz Karla Tůmy. V expozici je nově i kopie obrazu první řádové promoce z roku 1758 (originál je na zámku Schönbrunn). Dále je vystaven např. soubor vyobrazení z rukopisu Franze Rubliho Artillerie, které Regionální muzeum v Kolíně získalo ze sbírek Österreichische Staatsarchiv-Kriegsarchiv. Výstavu doplňuje soubor palných a chladných zbraní z období sedmileté války ze sbírek Vojenského historického ústavu a Západočeského muzea v Plzni. Lafeta děla ze staré expozice byla využita ke zhotovení nové repliky děla. Největším exponátem je nový interaktivní model bitvy, jenž zachycuje poslední rozsáhlý útok pruské pěchoty v podvečer 18. června 1757 a jeho odražení mohutným protiútokem císařsko-královské jízdy a jejích saských spojenců.